# Malétable
Malétable foi uma comuna francesa na região administrativa da Normandia, no departamento Orne. Estendia-se por uma área de 4,86 km². Em 2010 a comuna tinha 101 habitantes (densidade: 20,8 hab./km²).
Em 1 de janeiro de 2016, passou a formar parte da nova comuna de Longny les Villages.